# شهرداری دوربه
شهرداری دوربه (به لاتین: Durbe Municipality) یک شهرداری در کشور لتونی است. شهرداری دوربه ۳٬۴۰۱ نفر جمعیت دارد.